# Klaus Garten
Klaus Garten (ur. 19 lipca 1941 w Radeberg; zm. 18 sierpnia 1965 w Berlinie) – ofiara śmiertelna Muru Berlińskiego postrzelona przez żołnierza wojsk granicznych NRD podczas próby ucieczki do Berlina Zachodniego. 

## Życiorys
Dorastając w swoim rodzinnym mieście, po śmierci poległego w drugiej wojnie światowej ojca Klaus Garten wychowywał się w domu matki i jej drugiego męża. Po ukończeniu szkoły rozpoczął naukę zawodu blacharza samochodowego. Od 1959 do 1962 r. odbywał zasadniczą służbę wojskową w NVA, stacjonując w położonej niedaleko Berlina miejscowości Stahnsdorf. Po zakończeniu tejże zamieszkał razem ze swoją partnerką w altanie ogródków działkowych, położonych w jej rodzinnej miejscowości  Schmachtenhagen, gdzie podjął także zatrudnienie jako ślusarz w mieszczącej się tam filii państwowych zakładów VEB Stahl- und Walzwerk Hennigsdorf. Z powodu aktywnego członkostwa w SED zaskarbił sobie jednak niechęć w środowisku pracowników, dodatkowy dyskomfort sprawiała mu także sytuacja w życiu osobistym. Jako bezdzietna para Garten i jego żona nie mieli jakichkolwiek widoków na otrzymanie własnego mieszkania. Materiały budowlane potrzebne do rozbudowania zamieszkiwanej parceli były trudno dostępne, a także – z braku możliwości ich dostarczenia – tak samo nieosiągalne. Okres oczekiwania na nowy samochód wynosił 10 lat, używane samochody były z kolei zbyt drogie. W związku z powyższymi okolicznościami para zdecydowała się na zakup samochodu po wypadku, który Garten postanowił samodzielnie naprawić i wyremontować. 

## Okoliczności ucieczki
17 sierpnia 1965 r. Klaus Garten pojechał do Teltow w celu poszukiwania przeznaczonego na sprzedaż samochodu po wypadku. Wobec braku szans na znalezienie tegoż , podjął decyzję o ucieczce z NRD. Udając się do znanej mu jeszcze z czasów służby wojskowej części Teltow Seehof, wspiął się około godziny 21.00 na pierwszy z płotów umocnień granicznych. Zauważył go przy tym oddalony o 200 metrów żołnierz straży granicznej, który oddając do uciekającego trzy strzały trafił go w udo. Ranny zdołał przeczołgać się jednak do pasa dla pojazdów, gdzie znaleziony został przez grupę innych żołnierzy. Ci chcąc uniknąć wykrycia przez zachodnioberlińskich policjantów, przeszukujących intensywnie przy pomocy szperaczy teren przygraniczny, nie zabrali postrzelonego do szpitala, lecz również się ukryli. Dopiero około godziny 21.50, chcąc utrudnić dostrzeżenie ze strony zachodniej, zabrali owiniętego w plandekę rannego ze strefy granicznej. Opatrzonego doraźnie uciekiniera zabrano do oddalonego o godzinę jazdy samochodem szpitala więzienia  Ministerstwa Bezpieczeństwa Państwowego NRD w Hohenschönhausen, gdzie zmarł  na skutek wykrwawienia.     
Po zjednoczeniu Niemiec wszczęto śledztwo przeciwko strzelającemu żołnierzowi. Jako że zdołano udowodnić mu jedynie oddanie strzału ostrzegawczego, niedługo potem dochodzenie zostało umorzone.